# 수도고속도로

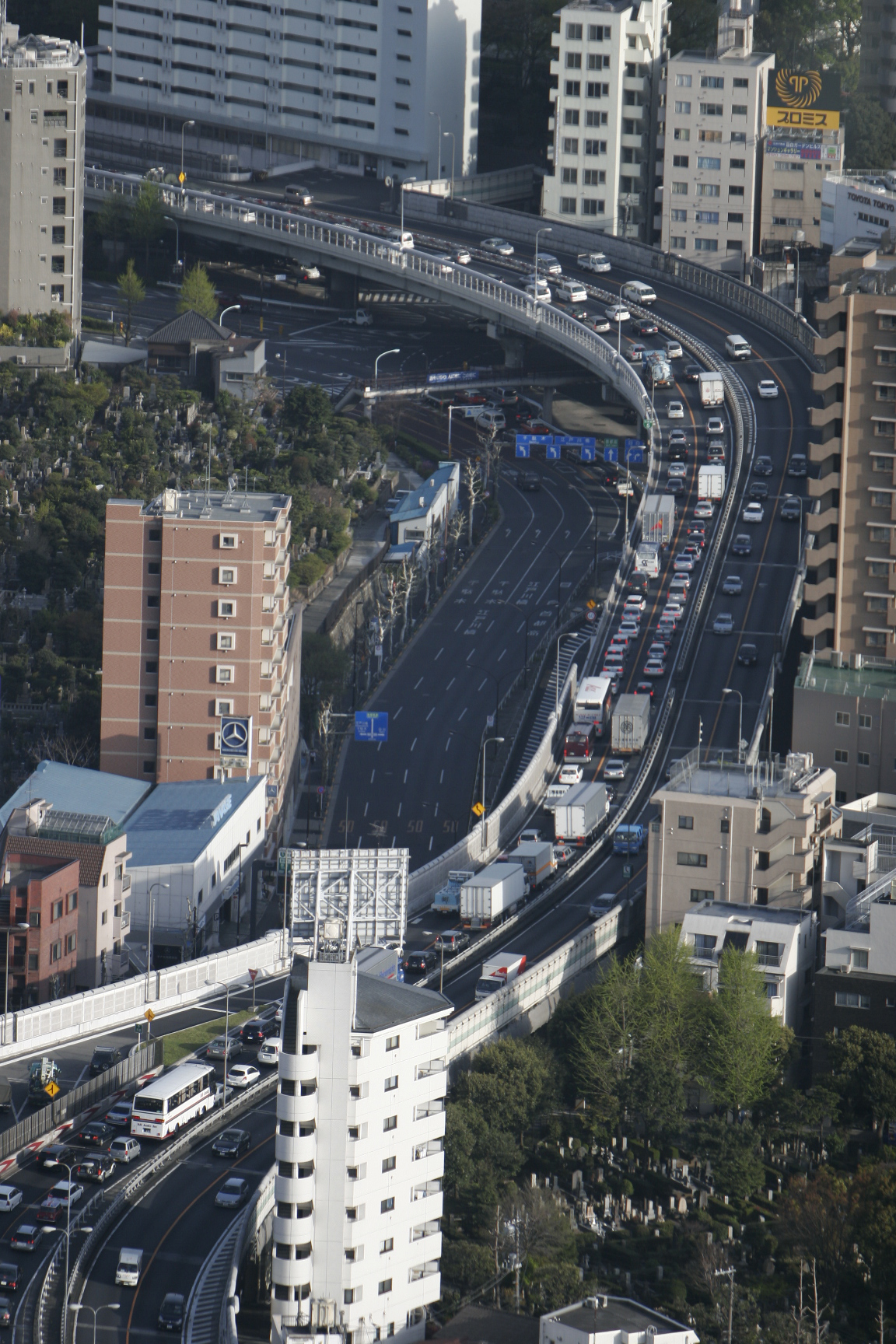
5호 이케부쿠로 선 고코쿠지 부근

수도고속도로(일본어: 首都高速道路 슈토코소쿠도로[*])는 도쿄도의 도쿄 23구와 그 주변 지역에 있는 총 연장 322.5km의 유료 자동차 전용도로다. 줄여서 ‘수도고’(首都高)라고도 한다.
일본 도로법으로 정해져 있는 도도(都道)·현도(県道) (가나가와, 사이타마, 지바) 또는 시도(市道) (요코하마, 가와사키)이며, 도로구조령으로 ‘도시부의 자동차 전용 도로’(都市部の自動車専用道路)의 제2종 제1급·제2급으로 구분된다. 수도고속도로 주식회사가 유지·관리 및 일부 구간 신설을 맡고 있다.

## 수도고속도로 주식회사
2005년 10월 1일에 설립되었다.
도로관계 4공단의 민영화 방식으로서 채용된 상하 분리 방식에 있어서, 도로시설의 관리 운영(이른바 윗부분)을 업무로 한다. 도로시설의 보유를 목적으로 설립되는 독립 행정법인 일본 고속도로 보유·채무 상환 기구에서 도로시설을 빌리는 형태를 취한다. 고속도로 등의 신규건설도 사업내용에 포함되지만 완성된 도로는 기구가 (건설 채무도 포함시켜) 보유하게 된다.

## 노선

수도고속도로 노선은 빨간색, 수도고속도로와 연결되는 고속도로는 초록색으로 표시되어 있음.

동일 노선에 대해서 법적으로 도시 계획, 기본 계획, 사업 계획의 각 사업 단계에 따라서 노선명이 붙어 있으나, 실제로 안내되는 것은 노선의 호칭과 노선 번호(기호)이다.
이 목록에서는 기본적으로 노선 호칭과 노선 번호로 기재하였다.

### 도쿄선
도쿄 도내·지바 현내 노선 및 사이타마 현내의 도쿄 외환 자동차도(東京外環自動車道) 이남의 노선.

#### 환상선
C1 고속 도심 순환선 (순환선 부분)
C1(Circular Route 1)는 노선 번호, ‘고속 도심 순환선’은 노선 호칭이며, 도로법상의 노선명은 구간에 의해 다음과 같이 세분화된다.
- 수도고속 1호선 (에도바시 분기점 - 시오도메 분기점 - 하마자키바시 분기점)
- 수도고속 2호선 (시오도메 분기점 - 하마자키바시 분기점 - 이치노바시 분기점)
- 수도고속 2호 분기선 (이치노바시 분기점 - 다니마치 분기점)
- 수도고속 3호선 (미야케자카 분기점 - 다니마치 분기점)
- 수도고속 4호선 (간다바시 분기점 - 미야케자카 분기점)
- 수도고속 4호 분기선 (에도바시 분기점 - 간다바시 분기점)
- 수도고속 8호선 (교하시 분기점 - 히가시긴자 나들목)

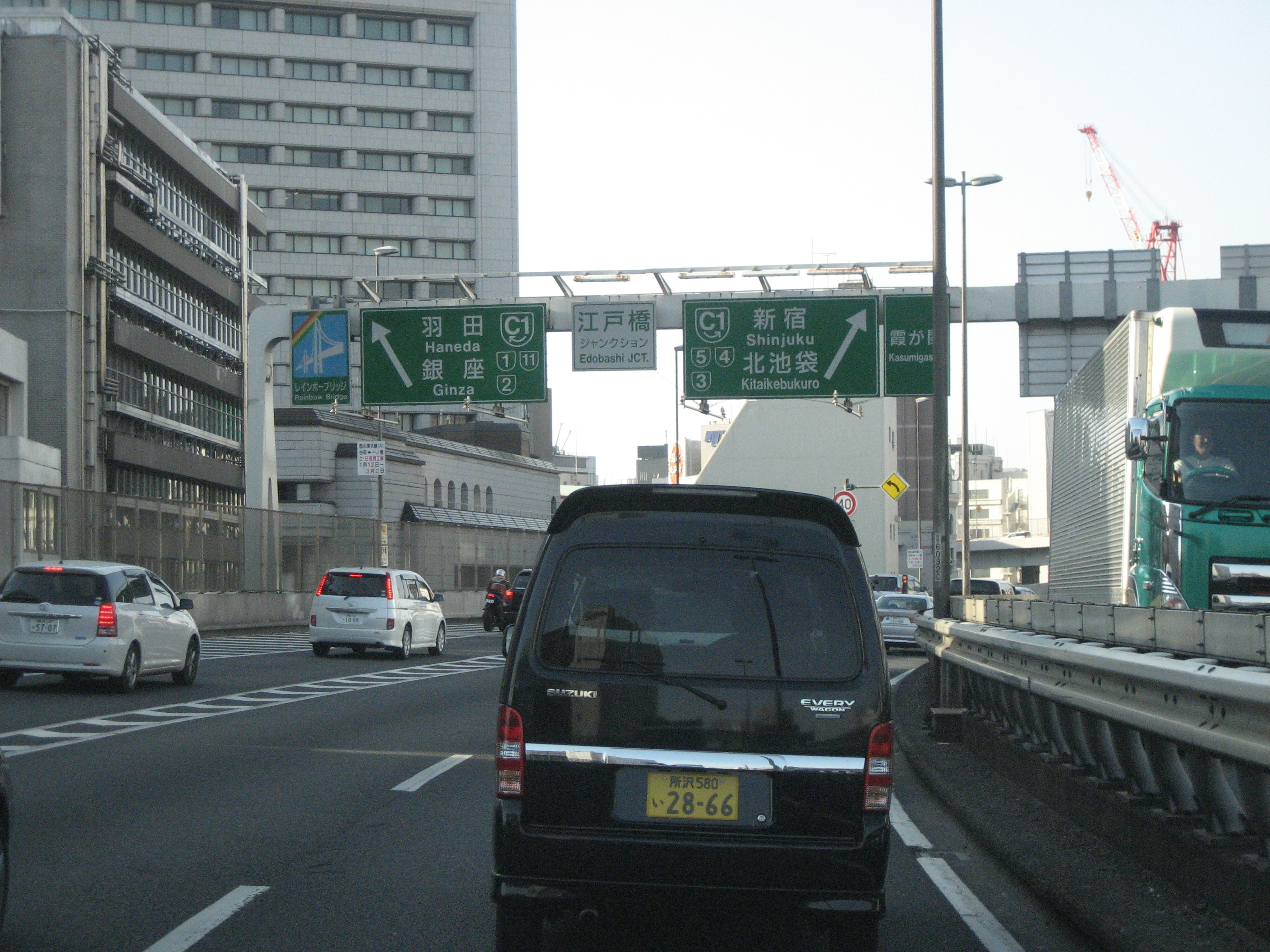
에도바시 분기점 (6호선)

C2 고속 중앙 순환선　(오하시 분기점 - 가사이 분기점)
중앙 순환선도 노선명은 세분화된다.
- 수도고속 5호선 (구마노초 분기점 - 이타바시 분기점)
- 수도고속 6호선 (호리키리 분기점 - 고스게 분기점)
- 수도고속 가쓰시카 에도가와 선 (호리키리 분기점 - 가사이 분기점)
- 수도고속 이타바시 아다치 선 (이타바시 분기점 - 고호쿠 분기점)
- 수도고속 메구로 이타바시 선 (오하시 분기점 - 구마노초 분기점)
- 고속 가쓰시카 가와구치 선 (고스게 분기점 - 고호쿠 분기점)

#### 방사형 노선

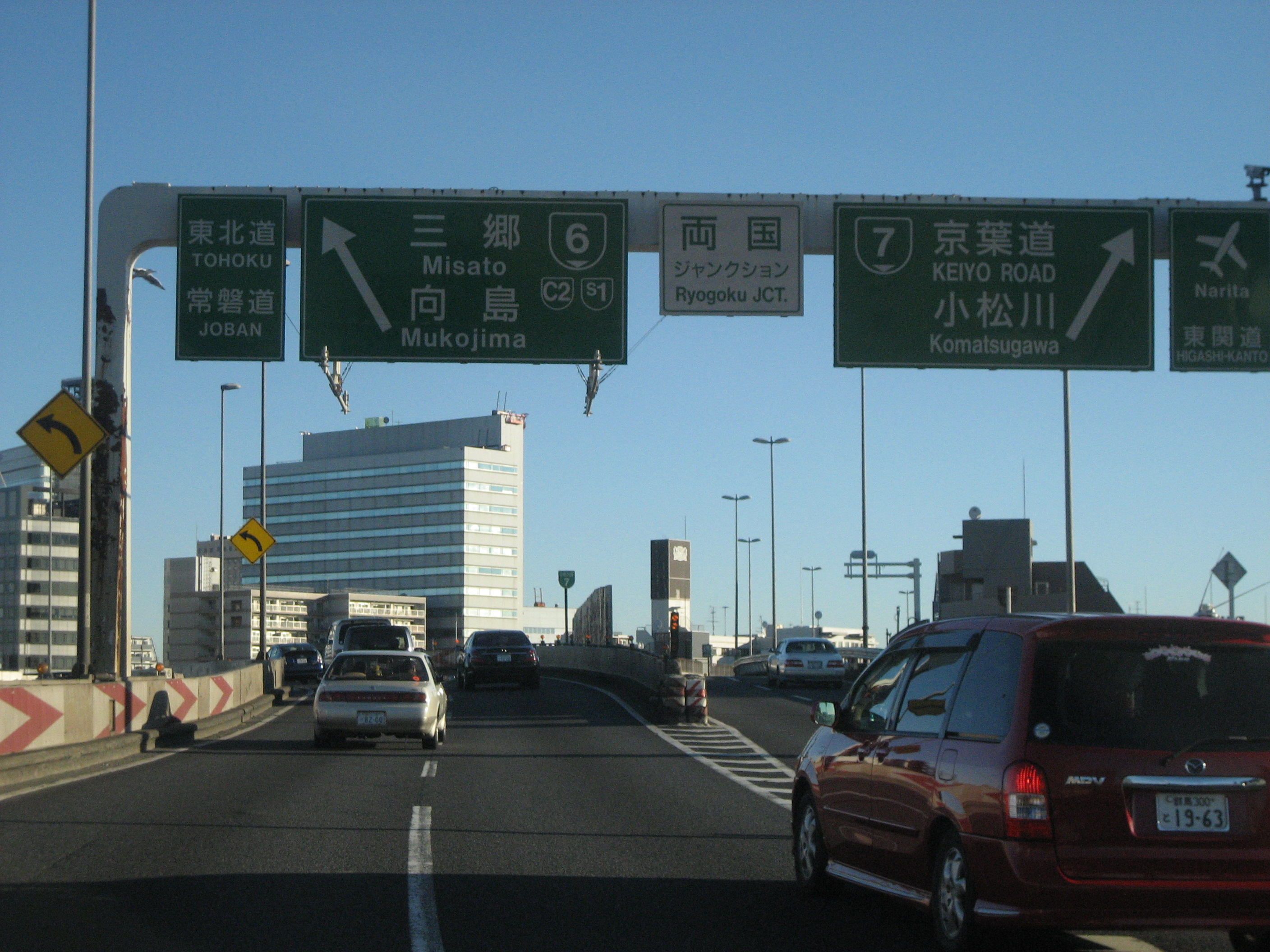
료고쿠 분기점

1 고속 1호 우에노 선 (에도바시 분기점 - 이리야 나들목)
1 고속 1호 하네다 선 (하마자키바시 분기점 - 하네다 →고속 가나가와 1호 요코하네 선에 연결)
도로법상 도도(都道) 수도 고속 1호선은 이리야 - 에도바시 분기점 - 하마자키바시 분기점 - 하네다로 이어지고 있다. 여기에 고속 1호 하네다 선에 도도 고속 요코하마 하네다 공항선의 하네다 - 도현경계도 포함
2 고속 2호 메구로 선 (이치노바시 분기점 - 도고시 나들목)
도로법상 도도 수도 고속 2호선은 시오도메 승계소 - 에바라 나들목
3 고속 3호 시부야 선 (다니초 분기점 - 요가 → 도메이 고속도로에 연결)
도로법상 도도 수도 고속 3호선은 미야케자카 분기점 - 요가 나들목
4 고속 4호 신주쿠 선 (미야케자카 분기점 - 다카이도 → 주오 자동차도에 연결)
도로법상 도도 수도 고속 4호선은 니시긴자 분기점 - 간다바시 분기점 - 미야케자카 분기점 - 다카이도 나들목
5 고속 5호 이케부쿠로 선 (다케바시 분기점 - 비조기 분기점 →고속 사이타마 오미야 선에 연결)
도로법상 다카시마다이라 나들목 남쪽이 도도 수도 고속 5호선, 북쪽이 도도·사이타마 현도 고속 이타바시·도다 선
6 고속 6호 무코지마 선(에도바시 분기점 - 호리키리 분기점)
6 고속 6호 미사토 선(고스게 분기점 - 미사토 분기점 →조반 자동차도에 연결)
도로법상 가헤이 남쪽이 도도 수도 고속 6호선, 북쪽이 도도·사이타마 현도 고속 아다치 미사토 선
7 고속 7호 고마쓰가와 선 (료고쿠 분기점 - 야노우치 →게이요 도로에 연결)
도로법상 도도 수도 고속 7호선
9 고속 9호 후카가와 선(하코자키 분기점 - 다쓰미 분기점)
도로법상 도도 수도 고속 9호선
10 고속 10호 하루미 선 (도요스 나들목 - 시노노메 분기점)
11 고속 11호 다이바 선 (시바우라 분기점 - 아리아케 분기점)
도로법상 수도 고속 11호선
S1 고속 가와구치 선(고속 중앙 순환선에 연결← 고호쿠 - 가와구치 분기점 →도호쿠 자동차도에 연결)
도로법상 도도·사이타마 현도 고속 가쓰시카 가와구치 선으로, 중앙 순환선의 고스게 분기점 - 가와구치 선의 가와구치 분기점

#### 기타 노선
Y 고속 야에스 선 (간다바시 분기점 - 니시긴자 분기점 - 도쿄 고속도로 선 - 시오도메 승계소 - 시오도메 분기점)
Y는 Yaesu(야에스)에서 따온 글자.
도로법상 간다바시 분기점 - 니시긴자 분기점과 도도 수도 고속 4호선, 시오도메 승계소 - 시오도메 분기점과 도도 수도 고속 2호선
B 고속 완간 선(고속 완간 선(가나가와 선)에 연결← 도현경계(도쿄 도와 가나가와 현) - 다카야 →히가시칸토 자동차도에 연결)
B는 Bayshore에서 따온 글자.
도로법상 가나가와 현도 고속 완간 선, 도쿄 도도 고속 완간 선 및 지바 현도 고속 완간 선
B 고속 완간 분기선 (쇼와지마 분기점 - 도카이 분기점)
도로법상 도도 수도 고속 완간 분기선

### 가나가와선

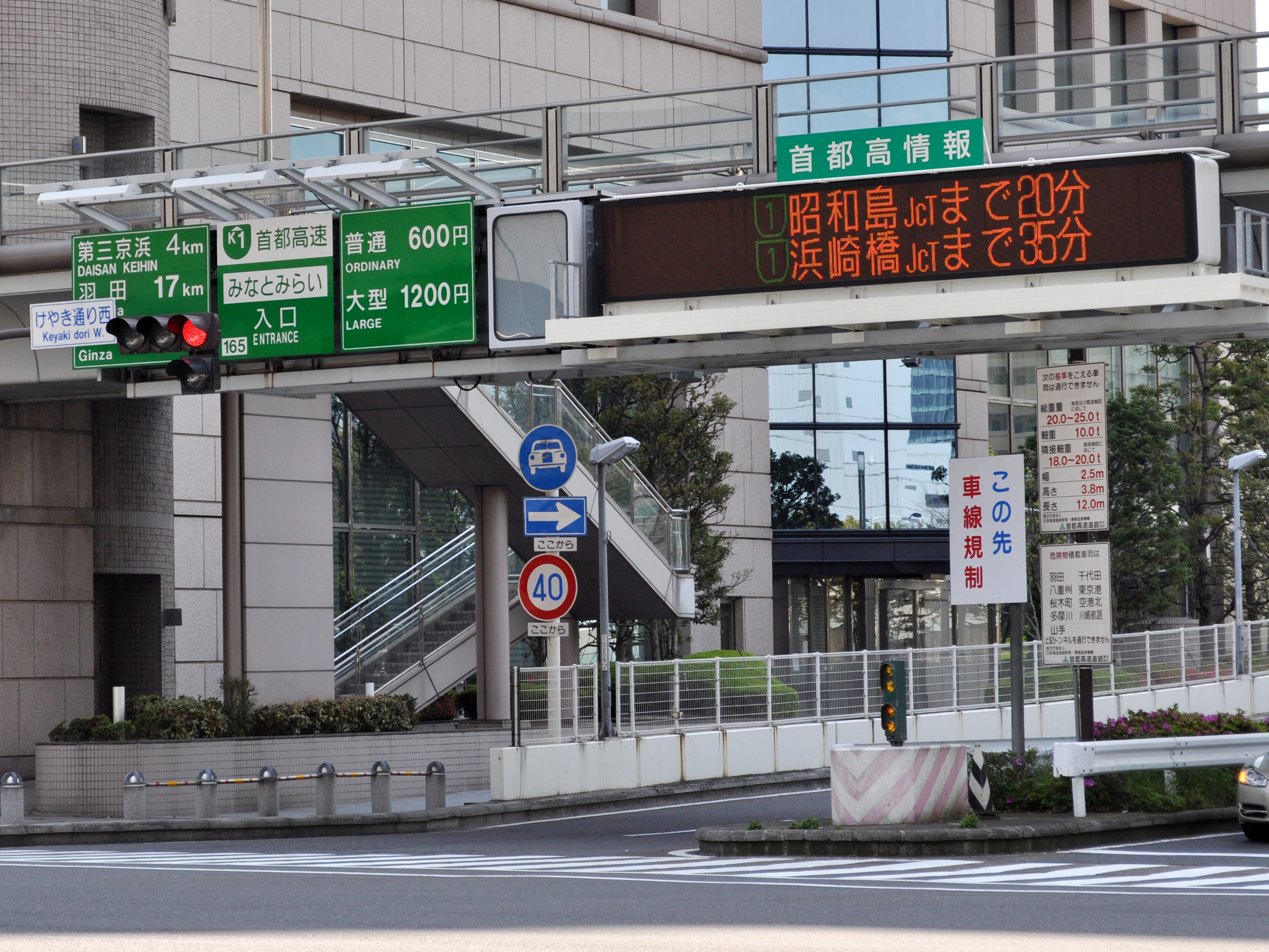
미나토미라이 나들목 입구 (가나가와 1호 요코하네 선)

가나가와현 지역 안에 있는 노선. K는 Kanagawa(가나가와)에서 따온 글자.
K1 고속 가나가와 1호 요코하네 선 (고속 1호 하네다 선에 연결← 하네다 - 이시카와마치 분기점)
도로법상 가나가와 현도 고속 요코하마 하네다 공항선(도쿄 도도 고속 요코하마 하네다 공항 선은, 고속 1호 하네다 선에 포함)
K2 고속 가나가와 2호 미쓰자와 선 (긴코 분기점 - 미쓰자와 →다이산케이힌 도로에 연결)
도로법상 요코하마 시도 고속 1호선
K3 고속 가나가와 3호 가리바 선 (혼모쿠 분기점 - 가리바)
도로법상 가나가와 현도 고속 요코하마 하네다 공항선(혼모쿠 분기점 - 이시카와마치 분기점) 및 요코하마 시도 고속 2호선(이시카와마치 분기점 - 가리바)
K5 고속 가나가와 5호 다이코쿠 선 (다이코쿠 분기점 - 나마무기 분기점)
도로법상 요코하마 시도 고속 완간 선
K6 고속 가나가와 6호 가와사키 선 (도노마치 - 가와사키 우키시마 분기점)
도로법상 가와사키 시도 고속 종관선
B 고속 완간 선 (요코하마 요코스카 도로에 연결← 나미키 - 도현경계(도쿄 도와 가나가와 현) →고속 완간 선(도쿄 선)에 연결)
도로법상 고속 완간 선(요코하마 시도 고속 완간 선)(혼모쿠후토 - 다이코쿠 나들목(요코하마 베이브리지)), 고속 완간 선(4기)(다이코쿠후토 - 우카시마), 고속 완간 선(5기)(나미키 - 혼모쿠후토)

### 사이타마선
사이타마현 지역 안 도쿄 가이칸 자동차도 북쪽의 노선. S는 Saitama(사이타마)에서 따온 글자.
S2 고속 사이타마 신도심 선 (요노 나들목 - 사이타마 미누마 나들목)
S5 고속 사이타마 오미야 선 (고속 5호 이케부쿠로 선에 연결← 비조기 분기점 - 요노 나들목)
도로법상 사이타마 현도 고속 사이타마 도다 선

## 최고 속도
- 도심 순환선 50 km/h
- 그 외 대체로 60 km/h
- 완간 선, 사이타마 현·가나가와 현의 일부 구간 80 km/h

※완간 선은 6차선 도로이며, 직선 구간이 많고 커브도 완만하기 때문에 이 구간에서 과속이 많이 일어난다. 따라서 과속 단속이 자주 이루어지고 있으며, 특히 도쿄 국제공항 주변 구간은 싸이카(경찰 오토바이)에 의한 중점 단속 노선으로 지정되어 있다.

## 요금

### 통행 요금
공식 홈페이지 정보를 참조.
대형차/보통차
- 통상 요금

- 현금 이용: 1,850엔/930엔
  - 선로 종단 부근에서 최대 거리가 짧은 입구에서는 할인이있다.

- ETC 이용
  - 6km 이하: 1,030엔/510엔
  - 6km 이상 12km 이하: 1,230엔/610엔
  - 12km 이상 18km 이하: 1,440엔/720엔
  - 18km 이상 24km 이하: 1,650엔/820엔
  - 24km 이상: 1,850엔/930엔

노선의 맨 끝 부분이나 요금권 경계로 특정 요금이 설정되어 있는 구간이 있다.

## 비고
수도고속도로는 도시 고속도로이며, 도시간 고속도로(동일본 고속도로·중일본 고속도로·서일본 고속도로 관리의 고속 자동차 국도 등)과는 도로의 성격이 다르기 때문에 설계 속도·최고속도는 완간 선이나 사이타마 현내등의 일부 노선·구간을 제외하면 대부분의 구간에서 60 km/h 이하로 설정되어 있다. 이는 도시간 고속도로에 비하면 급커브가 많고 대부분이 시가지에 건설되어 있어, 소음을 줄일 필요도 있기 때문이다.
또, 동승자가 탑승한 상태의 오토바이도 사고 방지라는 관점에서 도심 순환선을 중심으로 한 일부 구간에서 통행이 금지되고 있다.
시가지가 이미 형성된 상태에서 도로를 건설하였기 때문에, 지상의 일반도로를 확장 포장하거나 고가·지하·운하 인근 등의 공공용지를 최대한 이용하는 등 기존 시가지를 피하는 형태로 건설된 구간이 많다. 따라서 필연적으로 도로의 기하 구조(곡선 반경이나 경사 등)가 도로 구조령으로 정해진 한계치에 다다른 곳이나, 출입구나 JCT의 분합류가 좌우 양측의 차선에서 이루어지는 곳이 있다.

## 같이 보기
- 3환상 9방사
- 도쿄 고속도로